# Daniel Ashley Addo
Pour les articles homonymes, voir Addo (homonymie).
Ne doit pas être confondu avec Daniel Addo.
Daniel Ashley Addo, né le 3 septembre 1989, est un footballeur ghanéen. Il joue au poste de défenseur.

## Biographie

### En club
Daniel Addo commence sa carrière au Ghana dans le petit club de Venomous Vipers puis il rejoint Sekondi Hasaacas, puis il joue pour le compte de King Faisal Babies.
Le 26 janvier 2011, il signe en première division ukrainienne dans le club du Zorya Louhansk.

### En sélection nationale
Grâce à ses bonnes performances dans son pays, il participe à la Coupe du monde de football des moins de 20 ans 2009 où il devient champion du monde avec le Ghana. La finale restera tout de même un mauvais souvenir avec ce carton rouge à la 37e minute.

## Palmarès
| - Ghana - 20 ans - Coupe du monde - 20 ans - Vainqueur : 2009 (7 matchs). |

## Statistiques
| Saison      | Club           | Pays         | Championnat | Coupes nationales | Coupes d’Europe | Sélection Ghana |
| ----------- | -------------- | ------------ | ----------- | ----------------- | --------------- | --------------- |
| 2010 - 2011 | Zorya Louhansk | Premyer Liha | 4 matchs    | -                 | -               | -               |
| 2011 - 2012 | Zorya Louhansk | Premyer Liha | 17 matchs   | -                 | -               | -               |

Dernière mise à jour le 14 mai 2012